# Luigi's Mansion 2
Luigi's Mansion 2 (uitgegeven in de Verenigde Staten als Luigi's Mansion: Dark Moon) is een action-adventurespel ontwikkeld door Next Level Games voor de Nintendo 3DS. Het spel werd uitgebracht in Europa op 28 maart 2013 door Nintendo en is het vervolg op Luigi's Mansion. Luigi's Mansion 3 werd als vervolg in 2019 uitgebracht.
In 2024 kreeg het spel een remaster op de Nintendo Switch.
In dit spel heeft de speler als Luigi beschikking over de Poltergust 5000 (een stofzuiger om spoken mee te vangen), een bijgewerkte Poltergust 3000. In de singleplayer-modus moet de speler alle delen van de Dark Moon vinden, een magisch object dat een pacificerend effect heeft op de spoken in Evershade Valley, de plaats waar het spel zich afspeelt. Het spel biedt ook een multiplayer-modus die lokaal en, tot 8 april 2024, ook online kon worden gebruikt.

## Verhaal
Professor Elvin Gadd, de lichtelijk gestoorde professor uit het originele Luigi's Mansion, raakt in de problemen. Na het versplinteren van de hiervoor genoemde Dark Moon worden alle spoken in Evershade Valley agressief en jagen ze hem uit zijn onderzoekscentrum. Na deze overhaaste vlucht besluit Gadd de hulp in te schakelen van zijn goede vriend en spokenjagende hulp, Luigi.
Luigi ligt te slapen in zijn eigen landhuis (het omgebouwde landhuis uit het eerste deel) wanneer Gadd's noodkreet op zijn televisie verschijnt. Hij wordt naar de schuilplaats van de professor gepixelporteerd, waar hij na enig tegenstribbelen instemt met Gadd's plan om de Dark Moon te herstellen.
Uiteindelijk wordt duidelijk dat er kwade opzet in het spel is. King Boo, een veelvoudig antagonist in de Mario-serie, heeft het magische juweel doen barsten om Evershade Valley en vervolgens de wereld te kunnen overheersen met zijn spokenleger. Hij heeft eveneens Mario opnieuw geportrettificeerd om tegenstand te voorkomen.
Aan het eind van het spel wordt King Boo verslagen en worden de spoken, dankzij de Dark Moon, weer hun normale, vriendelijke zelf. Mario wordt gered en de in het spel gevangen spoken worden weer vrijgelaten. Uiteindelijk keert Luigi terug naar zijn landhuis met zijn nieuwe vriend, de PolterPup, om daar van zijn welverdiende rust te genieten.

## Ontwikkeling
De ontwikkelaar van het spel heeft eerder al gewerkt aan spellen zoals Punch-Out!! voor de Wii, Mario Smash Football voor de Nintendo GameCube en Mario Strikers Charged Football voor de Wii. De ontwikkeling van Luigi's Mansion 2 begon in 2009 met Shigeru Miyamoto als verantwoordelijke. Hij gaf als reden hiervan op dat hij een vervolg wou maken om zo de hardware van de Nintendo 3DS te testen.